# Oberbronnen
Oberbronnen ist ein Ortsteil der Gemeinde Stödtlen im Ostalbkreis in Baden-Württemberg.

## Geographie
Oberbronnen liegt etwa 5 km östlich von Stödtlen. Südlich grenzt Oberbronnen am Gemeindegebiet von Tannhausen. Nördlich von Oberbronnen befindet sich die Grenze zu Bayern.

## Geschichte
Oberbronnen wird bereits 1431 als Zugehör des Schlosses Wilburgstetten erwähnt. Oberbronnen war über die Jahrhunderte im gemischten Besitz den Adelsgeschlecht Oettingen-Spielberg, den Orten Dinkelsbühl, Wilburgstetten, dem Domstift Augsburg sowie dem Stift Ellwangen. Obwohl Oberbronnen politisch zur Gemeinde Stödtlen gehört, gehören die katholischen Einwohner zur Kirchengemeinde Tannhausen, die früher Oberbronnen auch politisch verwaltet hat.

## Infrastruktur und Verkehr
Durch eine Gemeindestraße verbunden liegt Oberbronnen zwischen den Orten Unterbronnen und Eck am Berg.
Geprägt wird das Ortsbild durch die 1792 erbaute, römisch-katholische Kapelle, die dem Patrozinium des als Heiligem verehrten Wolfgang von Regensburg unterstellt ist. In der Kapelle finden regelmäßig nur zwei Gottesdienste im Jahr statt, diese sind am 31. Oktober, dem Todestag des Patrons, und am Erntedankfest.
Eine Grundschule befindet sich im Hauptort der Gemeinde in Stödtlen. Weiterführende Schulen befinden sich unter anderem in Unterschneidheim und Ellwangen.